# Isostyla ampliplaga
Isostyla ampliplaga är en fjärilsart som beskrevs av Erich Martin Hering 1930. Isostyla ampliplaga ingår i släktet Isostyla och familjen tandspinnare. Inga underarter finns listade i Catalogue of Life.